# 巴天酸模

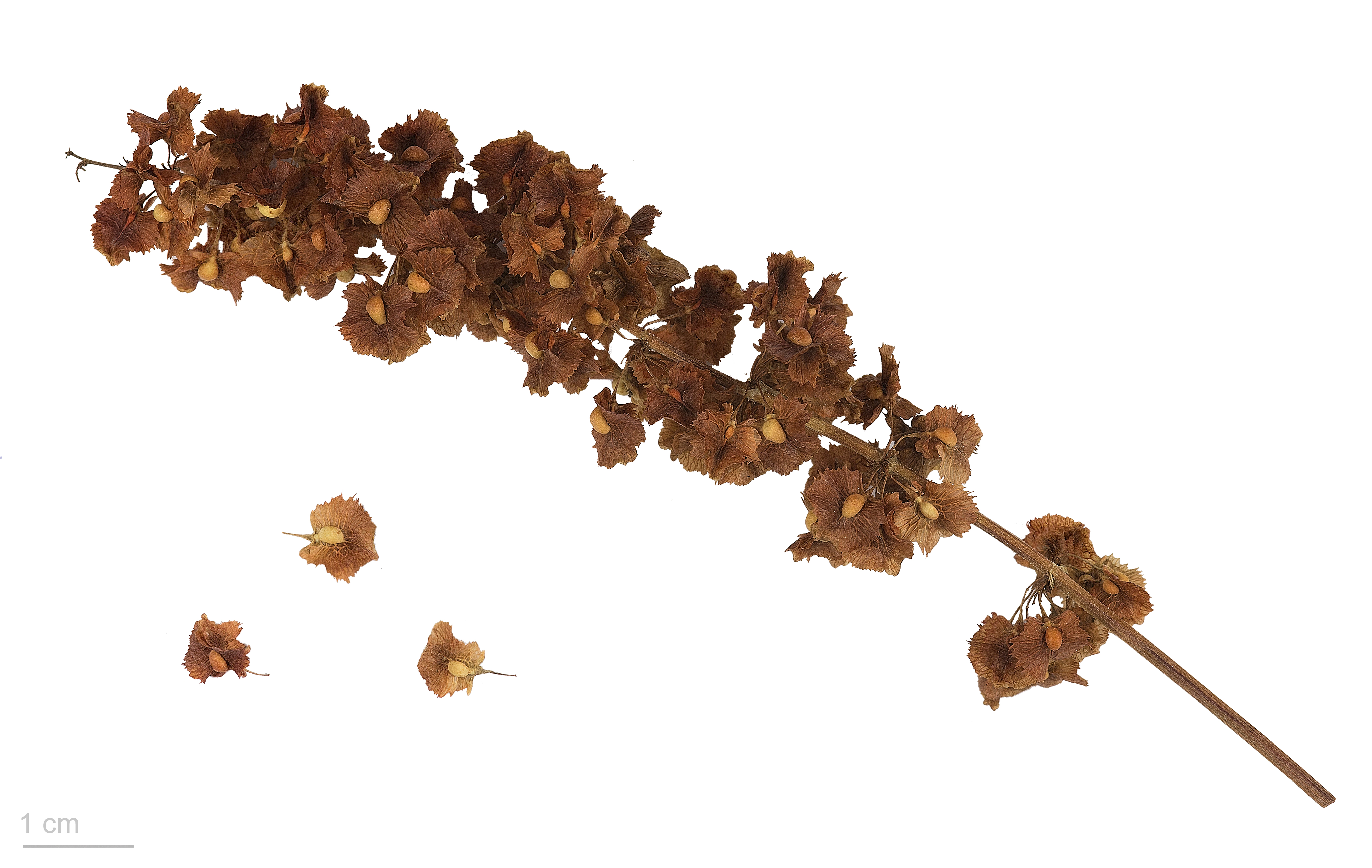
Rumex patientia

巴天酸模（学名：Rumex patientia）为蓼科酸模属下的一个种。